# San Valentino (Bitonto)
A San Valentino-katedrális (vagy bitontói dóm) a dél-olaszországi Bitonto városának székesegyháza. A Bari-Bitontói főegyházmegye társkatedrálisa a bari San Sabino-katedrális mellett.

## Története
A Szent Bálint tiszteletére épült katedrálisban volt a bitontói püspök trónja. A püspökséget valószínűleg a 8. században hozták létre, első írásos említése azonban a 11. századból származik. 1818-ban egyesítették a szomszédos Ruvo püspökségével. 1982-ben rövid ideig ismét visszaállították az önálló Bitontói Püspökséget, majd 1986-ban összeolvasztották a Bari Érsekséggel létrehozva a Bari-bitontói Főegyházmegyét, amelynek most társkatedrálisa.

## Leírása
A templom elődje egy 5. században épített kis őskeresztény templom volt. Ennek romjait a katedrális alatt végzett régészeti kutatások során találták meg. A katedrális a 11. században épült a szomszédos bari San Nicola-bazilika mintájára. 1114-ben szentelték fel. A nyugati homlokzata három részre tagolódik. A portálokat növénymotívumos és bibliai jeleneteket ábrázoló domborművek díszítik. A homlokzat egyik fő látványossága a rózsaablak. A belső tér háromhajós (egy főhajó és két mellékhajó). A legfőbb látnivalója az 1229-ben márványból készült és gazdagon díszített szószék, amit a középkori apuliai szobrászat egyik mesterművének tartanak. A templom alatti kripta fő látványossága az őskeresztény templomból fennmaradt, griffet ábrázoló padlómozaik.
A székesegyház a román kori építészet egyik legszebb példája, az úgynevezett apuliai romanika egyik kiemelkedő alkotása, amelyre a klasszikus, Európa északi területein jellemző román kori stíluselemek elegyednek a bizánci és arab behatásokkal. Otranto, Molfetta, Troia és Bari katedrálisaival együtt szerepel azon helyszínek között, amelyeket világörökségnek javasolnak.